# Žutska Aba
Koordinati:   43°49′50″N, 15°22′01″E
Žutska Aba je nenaseljen otoček v Kornatih. Otoček leži okoli 0,4 km vzhodno od južnega konca otoka Žut. Površina otočka je 0,239 km², dolžina obalnega pasu meri 2,03 km. Najvišji vrh je visok 77 mnm.